# Peter Taylor (Autor)

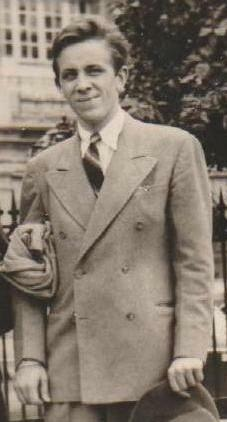
Peter Taylor, 1941

Peter Matthew Hillsman Taylor (* 8. Januar 1917 in Trenton, Tennessee; † 2. November 1994 in Charlottesville, Virginia) war ein US-amerikanischer Schriftsteller, der nicht nur den PEN/Faulkner Award, sondern auch den Pulitzer-Preis erhielt.

## Biografie
Taylor entstammt einer reichen Südstaatenfamilie. Nach dem Schulbesuch studierte er erst 1936 bis 1937 an der Vanderbilt University, 1937 am Southwestern College sowie anschließend am Kenyon College, wo er 1940 einen Bachelor of Arts (B.A.) erwarb. Anschließend leistete er bis zum Ende des Zweiten Weltkriegs 1945 seinen Militärdienst in der US Army.
Nach dem Ende des Zweiten Weltkrieges wurde er Professor am Kenyon College und begann zugleich Ende der 1940er Jahre seine schriftstellerische Laufbahn. Zunächst gab er 1948 sein literarisches Debüt mit A Long Fourth, and Other Stories, einer Sammlung von Kurzgeschichten, der nach der Novelle A Woman of Means (1950) unter den Titeln The Widows of Thornton (1954), Happy Families Are All Alike (1959) und Miss Leonora When Last Seen and Fifteen Other Stories (1963) weitere Sammlungen von Kurzgeschichten folgten. 
1967 nahm er den Ruf als Professor an der renommierten University of Virginia in Charlottesville an. 1969 wurde er in die American Academy of Arts and Letters und  1974 in die American Academy of Arts and Sciences gewählt. Nach mehrjähriger Lehrtätigkeit setzte er seine schriftstellerische Laufbahn fort und veröffentlichte unter den Titeln In the Miro District and Other Stories (1977) und The Old Forest and Other Stories (1985) zwei weitere Kurzgeschichtensammlungen. Für The Old Forest and Other Stories wurde ihm 1986 der PEN/Faulkner Award verliehen. Für seinen 1986 erschienenen Roman A Summons to Memphis erhielt er 1987 den Pulitzer-Preis für Romane. Dabei ging es um die Geschichte einer Familie, die neu nach Memphis zuzog. Zuletzt erschien mit The Oracle at Stoneleigh Court (1993) eine neue Sammlung von Kurzgeschichten und schließlich ein weiterer Roman mit dem Titel In the Tennessee Country (1994).
Seine Geschichten spielen meist in der weißen Mittel- und Oberschicht Tennessees, die in Familien von mehreren Generationen zusammen mit schwarzen Hausangestellten lebt, während der gesellschaftlichen Umbrüche in der Weltwirtschaftskrise und vor dem Zweiten Weltkrieg. Viele seiner Erzählungen basieren auf eigenem Erleben (z. B. Promise of Rain). Spannung oder gar Dramatik im herkömmlichen Sinne findet man in ihnen kaum, auch nicht ausführliche Milieuschilderungen; stattdessen finden sich subtile Charakterskizzen und Beschreibungen kleinerer Krisen und innerer Wandlungsprozesse. Kennzeichnend ist sein abschweifend-assoziatives Erzählen mit vielen Rückblicken („Memoirentechnik“, Albert J. Griffith). Vielfach richten seine Bücher ihren Blick auf die Umgangsformen einer verschwindenden Gesellschaft und das Eindringen von nur ungern akzeptierten Wahrheiten in deren oberen Schichten.

## Werkausgaben
- Complete Stories. Vol. 1, 1938–1959. Ed. by Ann Beattie. Library of America 1987. ISBN 978-1-5985354-2-6
- Complete Stories. Vol. 2, 1960–1992. Ed. by Ann Beattie. Library of America 2017. ISBN 978-1-5985354-3-3
- The Collected Stories of Peter Taylor. Introduction by Richard Bausch. London: Macmillan 2009. ISBN 978-0-37453184-3